# Teudis concolor
Teudis concolor là một loài nhện trong họ Anyphaenidae.
Loài này thuộc chi Teudis. Teudis concolor được Eugen von Keyserling miêu tả năm 1891.